# Klauwplaat

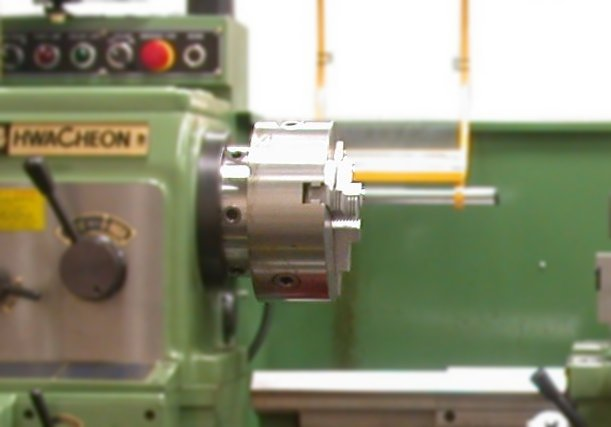
Zelfcentrerende klauwplaat op een metaaldraaibank

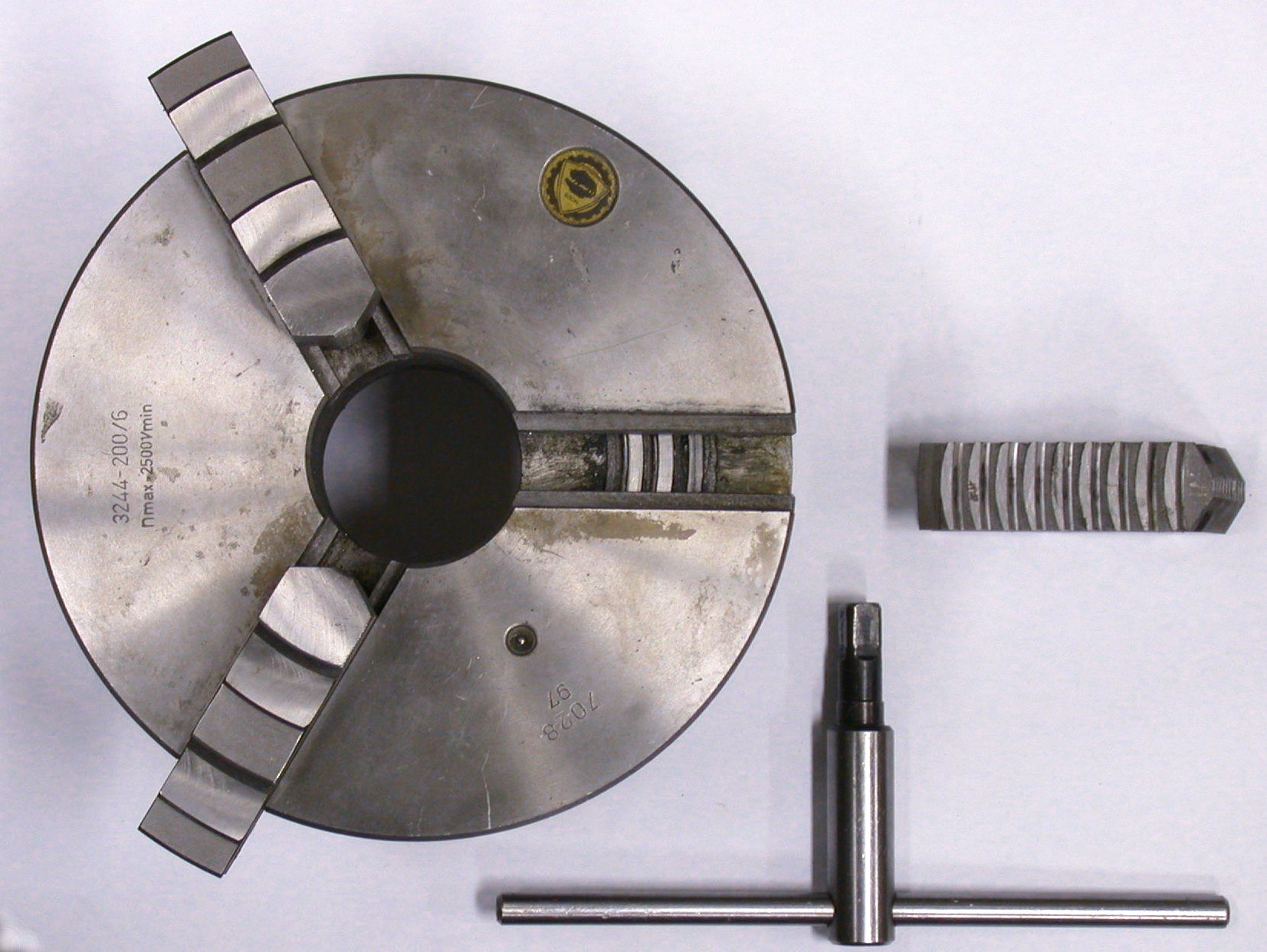
Zelf-centrerende drieklauw. Een van de klauwen is losgenomen om de schroefdraad zichtbaar te maken

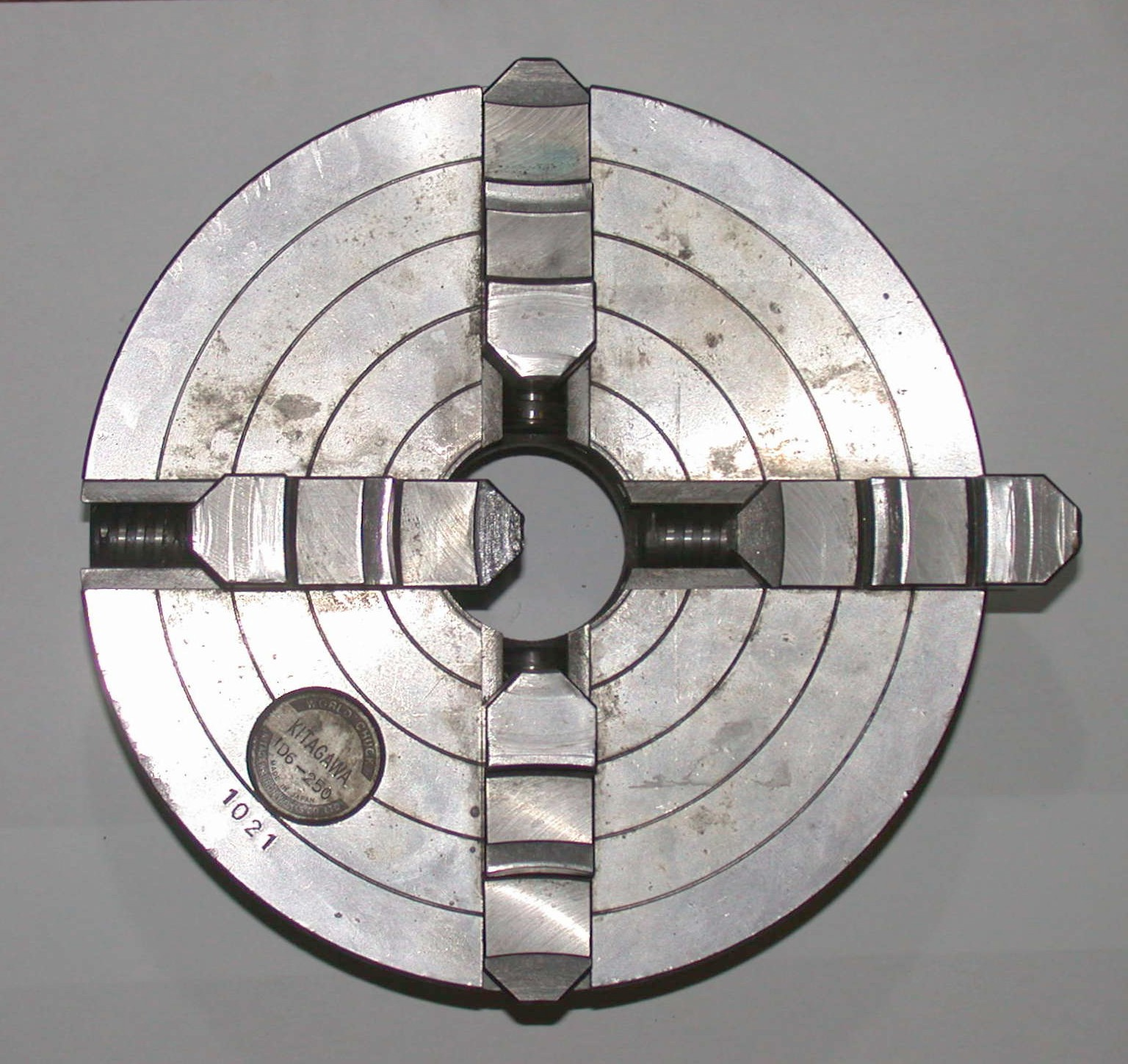
Vierklauw; een van de klauwen is andersom geplaatst

Een klauwplaat is het onderdeel van een draaibank waarin het te bewerken stuk metaal wordt vastgeklemd.
De klauwplaat is bevestigd op de hoofdas, die via een tandwielkast door een elektromotor wordt aangedreven. Een klauwplaat heeft drie of vier bekken ofwel klauwen, die per stuk of tegelijk aangespannen kunnen worden. In het laatste geval spreekt men van een zelfcentrerende klauwplaat. De klauwen kunnen ook andersom op de plaat bevestigd worden om zodoende hol materiaal van binnenuit te kunnen opspannen.

## Drieklauw
De drieklauw is meestal uitgevoerd als zelfcenterende klauwplaat. Dit heeft als voordeel dat het werkstuk met één beweging van de sleutel vastgezet kan worden. Een voorwaarde is wel dat het materiaal rond, driehoekig of zeshoekig van doorsnede is.
De klauwplaat zelf bestaat uit een grote ronde cilinder en drie klauwen die door het aandraaien van de sleutel in de richting van het midden bewegen. De werking is enigszins te vergelijken met de boorkop van een boormachine, waaraan drie klauwen zitten die met een sleutel open en dicht gedraaid kunnen worden.
In de praktijk blijkt vaak dat de zelfcentrerende eigenschap niet perfect werkt: bij het opnieuw inspannen van een werkstuk kan de centrering een kleine afwijking vertonen. Er zijn echter ook klauwplaten beschikbaar die d.m.v. extra stelschroeven na gecentreerd kunnen worden.

## Vierklauw
Er bestaan zowel zelfcentrerende als onafhankelijke vierklauwen. De zelfcentrerende vierklauw werkt hetzelfde als een (zelfcentrerende) drieklauw. Met een zelfcentrerende vierklauw kan naast rond en zeskantig ook vierkant materiaal gespannen worden. Verder kan met een vierklauw ook strip worden gespannen, door twee tegenover elkaar liggende bekken te verwijderen.
Met een niet zelfcentrerende vierklauw kan ook materiaal van afwijkende vormen worden vastgeklemd, indien gewenst ook excentrisch. Elk van de bekken kan afzonderlijk aangespannen of losgenomen worden en eventueel ook andersom geplaatst worden om een werkstuk met grillige vorm te kunnen inspannen. Hierdoor bestaat ook de mogelijkheid om een werkstuk zeer nauwkeurig gecentreerd in te spannen, met behulp van bijvoorbeeld een meetklok of puppitaster.

## Zachte drieklauw
Een zachte drieklauw heeft als kenmerk dat de bekken van relatief zacht (en dus gemakkelijk te bewerken) staal zijn gemaakt. Een zachte drieklauw kan op de draaibank bewerkt worden met een standaardbeitel ("uitdraaien"). Hierdoor krijgen de bekken de ideale maat en kan een werkstuk slingervrij opgespannen worden. De zachte drieklauw dient "onder spanning" te worden uitgedraaid, door een uitdraairing in te spannen tijdens het uitdraaien van de bekken. Als er (meestal door slijtage) imperfecties zijn op het spindel binnen de klauwplaat, zullen niet alle afmetingen werkstukken perfect slingervrij draaien.

## Bekken
Voor een zelfcentrerende drieklauw en vierklauw zijn er binnen- en buitenbekken beschikbaar. De klauwplaat is genummerd en de bekken dienen van hetzelfde (unieke) serienummer te zijn voorzien. Dit garandeert een nagenoeg slingervrij systeem. Het systeem kan wel werken met bekken met afwijkend serienummer, maar de slingering kan dan aanzienlijk zijn. Verder is elke bek genummerd 1-2-3-(4). Op de klauwplaat staan deze nummers ook vermeld. Bij het monteren van de bekken moet dit op de juiste plaats in de klauwplaat gebeuren. Zowel de volgorde alsmede de positie is van essentieel belang voor de goed werkend systeem. Men begint met bek 1 te monteren, en daarna oplopend de volgende bekken.
Vierklauwen worden ook op houtdraaibanken gebruikt, maar hebben zeer verschillende bekken vergeleken met de bekken die in de metaaltechniek gebruikt worden. Bekken voor hout houden rekening met het vervormen van hout en vormen elk een kwartcirkel, zodat ze op een veel grotere oppervlakte aangrijpen.